# إدوارد يوجين لوميس
إدوارد يوجين لوميس (بالإنجليزية: Edward Eugene Loomis) هو شخصية أعمال أمريكي، ولد في 2 أبريل 1864 في جيرمان فلاتس في الولايات المتحدة، وتوفي في 11 يوليو 1937 في Murray Hill, New Jersey ‏ في الولايات المتحدة.